# III. zona nogometnog prvenstva Hrvatske 1947./48.
III. zona nogometnog prvenstva Hrvatske (kao i III Zona Zagreb, Zona Zagreb-Karlovac) je bila jedna od pet zonskih liga prvenstva Hrvatske u nogometu, ujedno i trećeg ligaškog ranga nogometnog prvenstva Jugoslavije u sezoni 1947./48. 

Sudjelovalo je osam klubova s područja sjeverne Hrvatske, a prvak je bio "Milicioner" iz Zagreba.

## Ljestvica
| mj. | klub              | ut. | pob. | ner. | por. | gol+ | gol- | GR | bod |
| --- | ----------------- | --- | ---- | ---- | ---- | ---- | ---- | -- | --- |
| 1.  | Milicioner Zagreb |     |      |      |      |      |      |    | 22  |
| 2.  | Naprijed Sisak    |     |      |      |      |      |      |    | 22  |
| 3.  | Zagreb            |     |      |      |      |      |      |    |     |
| 4.  | Dubrava Zagreb    |     |      |      |      |      |      |    |     |
| 5.  | Jedinstvo Zagreb  |     |      |      |      |      |      |    |     |
| 6.  | Mladost Zagreb    |     |      |      |      |      |      |    |     |
| 7.  | Radnik Sisak      |     |      |      |      |      |      |    |     |
| 8.  | Udarnik Karlovac  |     |      |      |      |      |      |    |     |
|     |                   |     |      |      |      |      |      |    |     |

- "Milicioner" (Zagreb) i "Naprijed" (Sisak) izborili su kvalifikacije i nastup u jedinstvenoj Hrvatskoj ligi u sljedećoj sezoni.
- "Zagreb" je također izborio nastup u Hrvatskoj ligi sljedeće sezone.

## Rezultatska križaljka
| kratica | klub              | DUB | JED | MIL | MLA | NAP | RAD | UDA | ZAG |
| --- | ----------------- | --- | --- | --- | --- | --- | --- | --- | --- |
| DUB | Dubrava Zagreb    |     |     |     |     |     |     |     |     |
| JED | Jedinstvo Zagreb  |     |     |     |     |     |     |     |     |
| MIL | Milicioner Zagreb |     |     |     |     |     |     |     |     |
| MLA | Mladost Zagreb    |     |     |     |     |     |     |     |     |
| NAP | Naprijed Sisak    |     |     |     |     |     |     |     |     |
| RAD | Radnik Sisak      |     |     |     |     |     |     |     |     |
| UDA | Udarnik Karlovac  |     |     |     |     |     |     |     |     |
| ZAG | Zagreb            |     |     |     |     |     |     |     |     |
| |                   |     |     |     |     |     |     |     |     |
| podebljan rezultat - utakmice od 1. do 7. kola (1. utakmica između klubova) rezultat normalne debljine - utakmice od 8. do 14. kola (2. utakmica između klubova) rezultat nakošen - nije vidljiv redoslijed odigravanja međusobnih utakmica iz dostupnih izvora rezultat nakošen i smanjen * - iz dostupnih izvora nije uočljiv domaćin susreta prekrižen rezultat - poništena ili brisana utakmica p - utakmica prekinuta 3:0 p.f. / 0:3 p.f. - rezultat 3:0 bez borbe |                   |     |     |     |     |     |     |     |     |

 Izvori: 

## Poveznice
- Završnica prvenstva Hrvatske 1947./48.
- II. zona prvenstva Hrvatske 1947./48.
- I. zona prvenstva Hrvatske 1947./48.
- V. zona prvenstva Hrvatske 1947./48.
- Nogometno prvenstvo Jugoslavije – 3. ligaški rang 1947./48.